# All Night Long (Rochelle)
All Night Long is de achtste single van de Nederlandse zangeres Rochelle. Het nummer behaalde de 24e positie in de Nederlandse Top 40.
De bijbehorende videoclip werd geregisseerd door fotograaf Ruud Baan en opgenomen in de Surinaamse hoofdstad Paramaribo, de geboortestad van Rochelles vader. In de videoclip zijn rauwe en kleurrijke beelden te zien van de stad. Er is daarbij onder andere gebruikgemaakt van een drone.
Rochelle gaf aan dat ze dit als haar eerste eigen single zag, zonder samenwerking met andere artiesten, volgens een zelfbedachte videoclip en onder haar eigen label, Young Elephants.
Er zijn verschillende remixes gemaakt, onder andere de versies van Oliver Twizt, Le Boy, Niamey Blake en DVD.